# Roeselia taurica
Roeselia taurica är en fjärilsart som beskrevs av Daniel 1935. Roeselia taurica ingår i släktet Roeselia och familjen trågspinnare. Inga underarter finns listade.